# Лужники (село)
Лужники — село в Ступинском районе Московской области в составе городского поселения Ступино (до 2006 года — центр Лужниковского сельского округа). На 2016 год в Лужниках 13 улиц, 3 гск и 1 садовое товарищество. Село связано автобусным сообщением с городами Ступино и Кашира. Впервые в исторических документах упоминается в 1559 году, как пожалованная Белопесоцкому монастырю. В селе, со 2-й половины XVI века, действовала деревянная Троицкая церковь, сгоревшая в 1812 году и отстроенная в камне в 1813—1847 годах, памятник архитектуры федерального значения.

## Население
| 2002 | 2006  | 2010  |
| ---- | ----- | ----- |
| 1563 | ↗1586 | ↗1841 |

Лужники расположены на крайнем юге района, на левом берегу реки Ока, через село проходит старая автодорога М6, высота центра села над уровнем моря — 118 м. Ближайшие населённые пункты: Соколова Пустынь — примерно в 2 км на запад и в 2,5 км на северо-восток — райцентр Ступино.